# Ada Foah

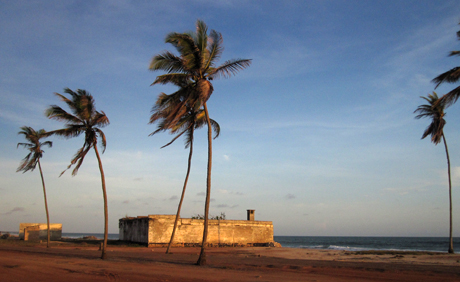
Lämningar efter Fort Kongensten, byggt av danskar.

Ada Foah (eller bara Ada) är en ort i sydöstra Ghana, belägen vid floden Voltas mynning i Guineabukten. Den är huvudort för distriktet Ada East, som tillhör regionen Storaccra, och folkmängden uppgick till 5 659 invånare vid folkräkningen 2010. Danskarna byggde ett fort här 1783, Fort Kongensten, som det i dag endast finns mindre lämningar kvar av. Christian Atsu, landslagsspelare i fotboll, kommer från Ada Foah.